# Eburia nigrovittata
Eburia nigrovittata är en skalbaggsart som beskrevs av Bates 1884. Eburia nigrovittata ingår i släktet Eburia och familjen långhorningar. Inga underarter finns listade i Catalogue of Life.